# Maria Emhart
Maria Emhart (ur. 27 maja 1901 w Pyhra, zm. 9 października 1981 w Bischofshofen) – austriacka działaczka Socjaldemokratycznej Partii Austrii. 

## Życiorys
Od 1918 należała do Socjaldemokratycznej Partii Austrii. Działalność polityczną rozpoczęła jako członkini rady pracowniczej. W latach 1932–1934 była radną miejską w St. Pölten. Została aresztowana za udział w wojnie domowej w 1934. Groziła jej kara śmierci, jednak po 17 tygodniach wypuszczono ją z braku dowodów winy. Kontynuowała działalność w SPÖ po jej delegalizacji, używając pseudonimu Gretl Meyer. Zadenuncjowana po konferencji partyjnej w Brnie w 1934, ponownie trafiła do aresztu. Stanęła przed sądem w marcu 1936 m.in. wraz z Bruno Kreiskym i Franzem Jonasem. Choć prokuratura żądała kary śmierci, otrzymała wyrok 18 miesięcy więzienia i w lipcu wyszła na wolność na mocy amnestii. Od 1937 mieszkała w Salzburgu.
W listopadzie 1945 została z ramienia SPÖ jedyną kobietą wybraną do Landtagu w Salzburgu. Była też wówczas jedyną kobietą w regionalnym kierownictwie tej partii. W kwietniu 1946 została pierwszą kobietą pełniącą w Austrii stanowisko wiceburmistrza - w Bischofshofen. Piastowała tę funkcję do 1966. W latach 1947–1967 była członkinią Centralnego Komitetu Kobiecego SPÖ. Od 1953 do 1965 była posłanką do Rady Narodowej. Pracowała kolejno w Komisjach: Rewizyjnej, Obrony Narodowej, Sprawiedliwości i Transportu. Zrezygnowała z mandatu z powodu śmiertelnej choroby męża, kolejarza Karla Emharta. W 1977 została odznaczona Odznaką Honorową za Zasługi dla Wyzwolenia Austrii. Była też honorową obywatelką Bischofshofen.